# Chaim Druckman

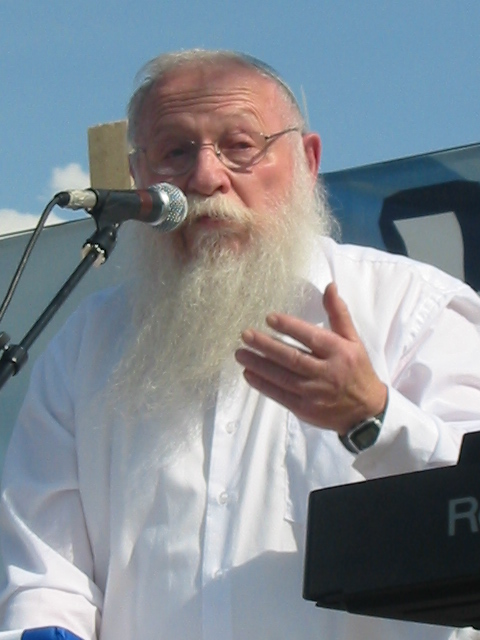
Chaim Druckman, 2008

Chaim Meir Druckman (hebräisch חיים דרוקמן, auch Haim Druckman; geboren 15. November 1932 in Kuty, Polen; gestorben 25. Dezember 2022 in Jerusalem) war ein israelischer orthodoxer Rabbiner, Politiker und Knessetabgeordneter der Nationalreligiösen Partei (Mafdal). Er war einer der spirituellen Führer des Religiösen Zionismus.

## Leben
Chaim Druckman wurde als Kind zur jiddischsprachigen Schule Jewsektsia יֶבְסֶקְצְיָה geschickt. Nachdem deutsche Truppen im Zweiten Weltkrieg die Ukraine besetzt hatten, versteckte er sich mit seinen Eltern im Haus seines Onkels in einer nichtjüdischen kleinen Stadt. Danach flohen seine Eltern mit ihm nach Czernowitz. Sie hielten sich schließlich in einem Waisenhaus auf, wo die Eltern für ihren Sohn Visa für Palästina erhielten und ihn auf einen Kindertransport schickten. So gelangte er im Rahmen der Alija im Jahre 1944 nach Palästina. Er studierte am Alija Institut in Petach Tikwa, anschließend in der Bnei Akiva Jeschiva in Kfar HaRoʾeh (כְּפַר הָרֹאֶ״ה). Danach besuchte er die Merkas HaRaw Kook Jeschiva in Jerusalem, wo er Student von Zwi Jehuda Kook wurde. Er diente auch in den Israelischen Verteidigungsstreitkräften im Bnei Akiva Garʿin (גַּרְעִין Garʿīn, deutsch ‚Saatkorn‘) im Nachal. 1952 wurde er Mitglied der Landesleitung des Jugendverbandes Bnei Akiva und vertrat diese Organisation von 1955 bis 1956 in den Vereinigten Staaten. Er wurde am 11. August 1981 zum stellvertretenden Minister für Dienstleistungen zur Religionsausübung ernannt. Dieses Amt übte er bis zum 2. März 1982 aus. Danach war er tätig als Rosch Jeschiva ראש ישיבה der Jeschivat Or Ezion יְשִׁיבת אוֹר עֵץיון, als Leiter der Jugendbewegung der Bne Akiwa sowie von Jeschivot der Bnei Akiva. Er zählte zu den Gründern von Gusch Emunim.
Druckman lehnte die Einführung der Zivilehe in Israel entschieden ab.